# Kishka

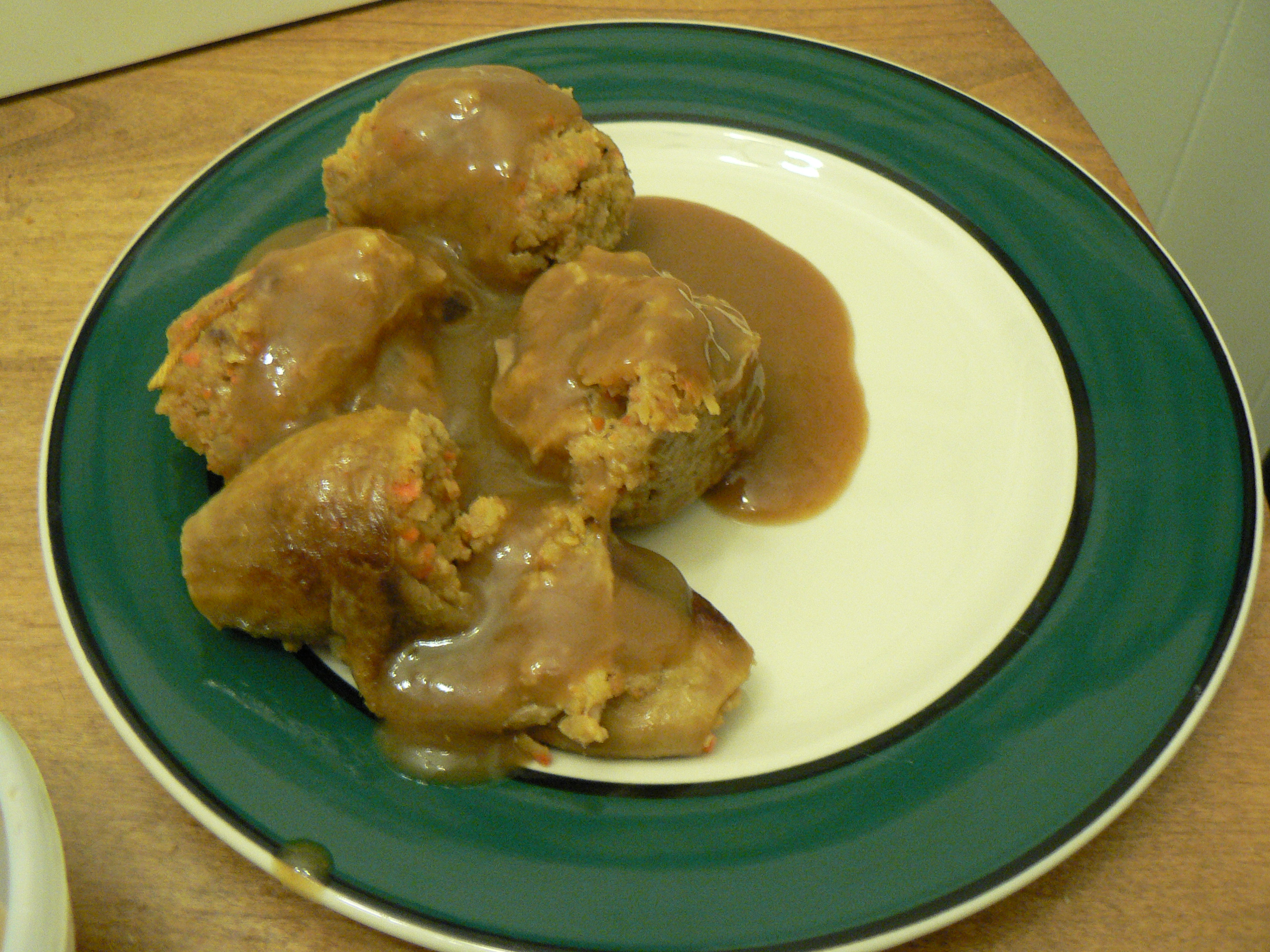
Kishke judío servido con gravy.

Kishka o kishke (en polaco: kiszka; ruso: кишка, kishka; ucraniano: кишка, kyshka; yidis y hebreo: קישקע, kishke; bielorruso: кішка) es un plato que se elabora de los intestinos de las vacas y se presenta en forma de salchicha o pudding (véase kaszanka).  La versión cocinada de un kishke puede variar de color desde un gris hasta un marrón-naranja, dependiendo de cuanta pimienta se haya empleado en su elaboración.
En ruso, la palabra "kishka" hace referencia, a la tripa vacía.
El kishke en forma de embutido (salchicha) puede consumirse de dos formas diferentes: asado (al horno o brasas) o en estofado. Ambas preparaciones requieren los mismos ingredientes básicos (existen por supuesto variaciones acordes a cada población o colectividad, pero los ingredientes siguen siendo: grasa (20 % del peso total), papa hervida, 
harina, cebolla y tripa natural o sintética (colágeno).
La receta básica consiste en cebolla rehogada, grasa vacuna, aceite, papa hervida y harina. La consistencia no debe ser sólida, sino que debe tener la consistencia de un pudding, lo cual se embute en la tripa.